# Thomas Wyndham (1er baron Wyndham)
Thomas Wyndham (27 décembre 1681 - 24 novembre 1745), est un avocat et homme politique irlandais. Il est Lord Chancelier d'Irlande de 1726 à 1739.

## Biographie

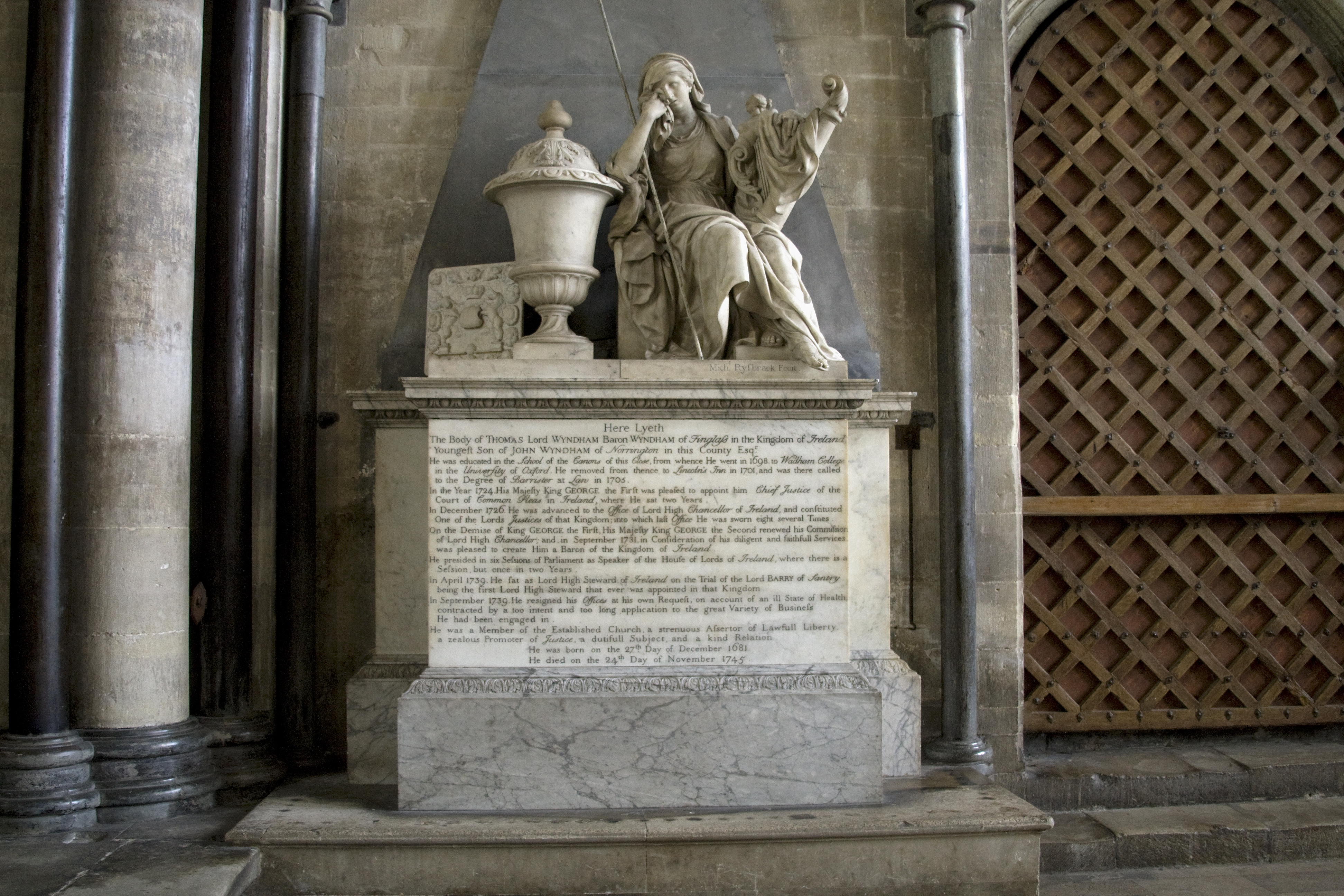
Monument de la cathédrale de Salisbury à Thomas Wyndham, 1er baron Wyndham

Il est né dans le Wiltshire, fils du colonel John Wyndham et de son épouse Alice Fownes. Son grand-père est le juge de la restauration, Sir Wadham Wyndham. Il fait ses études au Wadham College, Oxford et est appelé au barreau du Lincoln's Inn .
Il est juge en chef des Irish Common Pleas de 1724 à 1726 et est admis au Conseil privé d'Irlande en 1724. En 1726, il est nommé Lord Chancelier d'Irlande, poste qu'il occupe jusqu'en 1739. En 1731, il est élevé à la pairie d'Irlande sous le nom de baron Wyndham, de Finglass, dans le comté de Dublin.
Il préside en tant que Lord High Steward of Ireland le procès de Lord Santry pour le meurtre de Laughlin Murphy en 1739; le verdict est la culpabilité et Wyndham a la distinction d'être le seul juge irlandais à avoir condamné à mort un de ses pairs irlandais pour meurtre. Sa conduite du procès, comme on pouvait s'y attendre d'un juge qui jouissait d'une réputation d'intégrité, est exemplaire, bien que le dossier de l'accusation soit si puissant que l'issue ne pouvait être sérieusement mise en doute.
Peu de temps après, il est autorisé à prendre sa retraite pour des raisons de santé, de son propre chef, la tension du procès Santry l’ayant lourdement affecté. Il n'a que 58 ans et, malgré sa santé fragile, sa retraite semble avoir surpris ses collègues.

## Vie privée
Lord Wyndham ne s'est jamais marié . Il meurt dans le Wiltshire le 24 novembre 1745, à l'âge de 63 ans, et est enterré dans la Cathédrale de Salisbury . La baronnie s'est éteinte avec lui. Il reçoit le prix de la liberté de la ville de Dublin et un doctorat honorifique du Trinity College de Dublin. En 1729, il pose la première pierre des nouvelles chambres du Parlement irlandais.